# Аландские левые
 Аландские левые  (швед. Åländsk Vänster) — левая политическая партия Аландских островов. Была кандидатом только в Парламент Аландских островов, выдвигалась дважды. В 1979 году набрала 195 голосов из 9339 (то есть 2,1 %), а в 1983 за Аландских левых проголосовало 224 человека из 10 400 явившихся избирателей (2,3 процента), но этого было не достаточно для мандата.
Партия была основана в 1979 году. В настоящее время относится к историческим партиям Аландских островов.

## Выборы
| Год  | Голосов   | %          | Мандатов | На выборы явилось |
| ---- | --------- | ---------- | -------- | ----------------- |
| 1979 | 195       | 2,1        | 0        | 9339 человек      |
| 1983 | 244 (+49) | 2,3 (+0,2) | 0        | 10 400 человек    |